# 上智大學校友列表
这是一份不完整的上智大學知名校友列表，收录了包括日本首相、各國政治人物與學者、商界领袖、宗教領袖等許多杰出校友。

## 政治/宗教

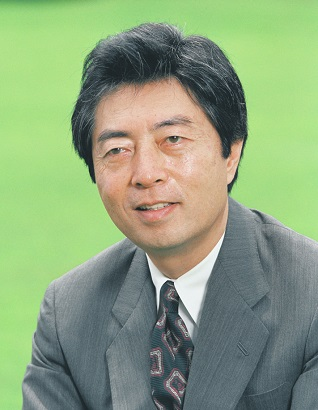
細川護熙

- 細川護熙 － 日本第79任內閣總理大臣，畢業於法學部
- 玄葉光一郎 － 日本第146代外務大臣
- 齊藤斗志二 － 前日本防衛大臣
- 野田聖子 － 日本眾議院議員
- 猪口邦子 － 日本駐聯合國特命全權大使，曾任上智大學法學部教授
- 倪勝民 - 第30任耶穌會總長
- 白柳誠一 － 日本天主教樞機主教
- 金壽煥 - 韓國首位天主教樞機主教
- 濱尾文郎 － 日本天主教樞機主教
- 森一弘（日语：森一弘） － 日本天主教東京教區主教
- 本梁 － 台灣的無政府主義提倡者與社會運動家
- 張超英 - 台灣外交官
- 慕克里·马哈迪 － 马来西亚吉打州尤仑国会议员兼日得拉州议员。曾是马来西亚国际贸易与工业部第一副部长，也是第4及第7任首相马哈迪·莫哈末之子。

## 商業
- 喜多川扩 － 日本娛樂界知名企業家，傑尼斯事務所社長
- Peer Schneider（英语：Peer Schneider） － 新闻集团子公司IGN Entertainment副社長
- 黃教漳 － 台隆集團董事長

## 學術/作家
- J·维克特·考希曼（英语：J. Victor Koschmann）：康乃爾大學教授
- 神田昌典 － 日本管理學學者
- 立川京一（日语：立川京一） － 日本歷史學家
- 巽孝之（英语：Takayuki Tatsumi） － 慶應義塾大學教授
- 渡部昇一（日语：渡部昇一） － 日本英語學者，上智大學名譽教授
- 野嶋剛 - 記者，作家
- 新井滿 - 芥川賞得主
- 三雲岳斗 - 輕小說作家
- 真下耕一 － 日本知名動畫導演、編劇
- 藤卷忠俊 － 日本人氣漫畫「影子籃球員」作者

## 影視
- 翁倩玉 － 台灣裔日本籍女藝人，畢業於國際教養學部
- 王友良 － 香港藝人，畢業於國際教養學部 - 主修國際商務及經濟
- 陳美齡 － 七、八十年代知名香港旅日女歌手，畢業於國際教養學部
- 西田光 － 日本知名歌手，畢業於國際教養學部
- BENI － 日本知名歌手，畢業於國際教養學部
- 早見優——日本知名女歌手。
- 克莉絲朵·凱兒 － 知名日本流行曲歌手，現正就讀國際教養學部
- 中村慶子 - NHK電視台東京主播室主播
- 長野美鄉 - 上智大學小姐，自由播報員、藝人
- 水野理紗 － 日本女性聲優
- 上坂堇 － 日本女性聲優
- 小林麻央 － 日本女演員及播音員
- 岡本圭人 － 傑尼斯事務所演員
- 阿部亮平 － 傑尼斯事務所Snow Man成員
- 青山黛玛 － 日本女歌手，2012年畢業於國際教養學部
- 知花くらら（日语：知花くらら） － 2006年日本小姐
- 磯山晶 － 日本電視製作人
- 黑木奈奈 — 日本電視播音員
- 藤岡南 — 日本女歌手，総合人間科学部社会学科卒業
- 孔健 － 孔子直系75代孫，中国巨龍新聞記者
- 朴梨惠 - 法国烹饪专家
- 李佑群 － 台灣造型師及時尚雜誌總編輯，畢業於新聞研究所
- 吳詠心- 台灣人， 畢業於國際教養學部  。2022年青森睡魔小姐最大賞，49屆以來第一位外國人獲獎